# Skaten
Skaten eller Skatan är ett gammalt fiskeläge strax utanför Norrmjöle i Umeå kommun.
Bebyggelsen består mest av välbevarade gamla timmerbodar från 1800-talet, samt ett salteri. 
Bredvid fiskeläget finns Skatens havsbad.